# Solar do Barão de Guajará
O Solar Barão de Guajará,  também conhecido como Casa à Praça Pedro II, é um solar situado em Belém, capital do estado do Pará, mais especificamente na rua Dona Tomázia Perdigão. Foi construído no século XIX e possui três pavimentos, sendo o último em forma de camarinha. O pátio interno, por sua vez, apresenta elementos da influência moura na arquitetura ibérica.
O solar já foi propriedade de Antônio Lacerda de Chermont, o visconde de Arari, antes de ser transferido para sua sobrinha, que era casada com Domingos Raiol, o barão de Guajará. Foi adquirido pela prefeitura durante a década de 1920 e, mais tarde, doado ao Instituto Histórico e Geográfico do Pará. No ano de 1970, foi reinaugurado após uma série de reformas e passou a servir como sede do Instituto Histórico e Geográfico do Pará e da biblioteca Barão de Guarajá.
Em 1950, o solar foi tombado pelo Instituto do Patrimônio Histórico e Artístico Nacional (Iphan), com a inscrição de número 274, através do processo 327-T-1943.

## História

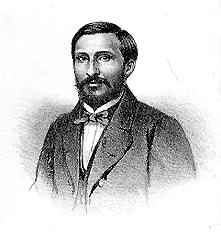
Domingos Antônio Raiol, o Barão de Guajará

O solar foi construído no início do século XIX. Não há documentação comprovativa sobre a data exata de sua construção. Em meados daquele século XIX, pertenceu ao Visconde de Arari, que promoveu melhoramentos, como as portas janelas com gradis de ferro com o seu emblema. O visconde era ativo na vida pública, exercendo cargos como o de presidente da província.
Com a morte do Visconde de Arari, o solar foi herdado por sua sobrinha Maria Vitória Pereira de Chermont. Maria Vitória se casou com Domingos Antônio Raiol, o Barão de Guajará, de onde há a origem do atual nome do solar. Raiol era historiador, parlamentar, escritor e presidente de províncias.
Em 1879, o Barão de Guajará fundou no solar a Sociedade Quinze de Agosto, a qual participava anualmente das festas comemorativas da adesão da província à independência do Brasil. Os encontros ali realizados reuniam personalidades intelectuais e cívicas. O barão também foi sócio-fundador do Instituto Histórico, Geográfico e Etnológico do Pará, sendo também seu primeiro presidente.
O Barão de Guajará faleceu em 1912. Sua esposa Maria Vitória permaneceu residindo no solar até sua morte, em 1925. Nos anos seguintes o edifício foi ocupado pelos herdeiros. Na década de 1920, foi adquirido pelo Poder Executivo municipal. Desde 1944, abriga o Instituto Histórico e Geográfico do Pará. Em 1950, foi tombado pelo Instituto do Patrimônio Histórico e Artístico Nacional (Iphan) diante de sua importância cultural.

## Características
O Solar Barão de Guajará é inspirado na arquitetura portuguesa. Ocupa um terreno com 950m² de área. Sua planta possui o formato de um "O". Os azulejos que o revestem são um dos mais antigos utilizados em uma fachada em Belém. Possuem desenhos em formas geométricas nas cores brancas e azuis. Provavelmente foram importados de Portugal.
A fachada possui forma simétrica. Há três portas janelas, com frontão triangular e ladeado por aletas. No segundo pavimento há portas janelas com balcões em ferro. A porta principal possui moldura de ornamentação ondulada. Há um pátio interno, que atua como ponto central e facilita a distribuição e funções dos compartimentos. Também gera iluminação e ventilação para os demais cômodos.
No segundo pavimento, há as áreas sociais e íntimas da família, como o gabinete do barão, sala de refeição e os dormitórios. O segundo pavimento é o espaço principal do prédio. A biblioteca supostamente ficava no terceiro pavimento.
Há um ambiente com circulação independente no térreo, que provavelmente era utilizado como capela particular aberta à visitação pública. Outra hipótese é sua destinação para lojas ou armazéns, pois o térreo foi construído com materiais mais simples.

## Acervo
O solar possui um acervo de documentos, livros, mobiliário e objetos. Também abriga a Biblioteca José Veríssimo, que conta com um catálogo de 15.000 a 20.000 livros.